# Hygrochroa datanoides
Hygrochroa datanoides är en fjärilsart som beskrevs av Max Wilhelm Karl Draudt 1929. Hygrochroa datanoides ingår i släktet Hygrochroa och familjen silkesspinnare. Inga underarter finns listade i Catalogue of Life.